# トロイ・ドーシー
トロイ・ドーシー（Troy Dorsey、1962年11月19日 - ）は、アメリカ合衆国の男性プロボクサー・キックボクサー。テキサス州マンスフィールド出身。元IBF世界フェザー級王者。キャリア前半はキックボクサーとして強打の実力者として活躍し、キックボクシングのライト級世界王者とバンタム級世界王者、全米フェザー級王者になる実績を残した。キックボクサーでの成績は35戦33勝中24KO勝ち2敗。キックボクシングアマチュア時代は1985年にロンドンで行われたセミコンタクト・フルコンタクトのキックボクシングで金メダルを獲得。1987年の大会ではセミコンタクトでは銀メダル、フルコンタクトでは金メダルを獲得した。

## 来歴
1TKO勝ちで白星でデビューを飾った。
1989年2月5日、ニュージャージー州アトランティックシティで17戦無敗のアンソニー・ボイルと対戦し最終10回2分53秒TKO勝ちで世界ランカー入りを果たす。
1989年8月10日、モンタナ州でNABF北米フェザー級王者ハロルド・ローデスと対戦し10回2分46秒TKO勝ちで王座獲得に成功した。
1990年2月4日、世界初挑戦をネバダ州ラスベガスのラスベガス・ヒルトンでIBF世界フェザー級王者ホルヘ・パエスと対戦し12回1-2の判定負けで王座獲得に失敗した。
1990年7月8日、ラスベガス・ヒルトンでIBF・WBO世界フェザー級統一世界王者ホルヘ・パエスと対戦し12回1-1の三者三様の引き分けに終わり王座獲得に失敗した。
1990年11月18日、後のIBF世界フェザー級王者トム・ジョンソンと対戦し、12回0-1の引き分けでNABF王座初防衛に成功した。
1991年6月3日、シーザーズ・パレスでホルヘ・パエスが返上で空位になったIBF世界フェザー級王座決定戦をアルフレド・ランゲルと対戦し初回2分37秒KO勝ちで王座獲得に成功した。
1991年8月12日、カリフォルニア州イングルウッドのグレート・ウェスタン・フォーラムでマヌエル・メディナと対戦し、2回にダウンを奪うも、わずか2か月の短命に終わり12回0-3の判定負けで初防衛に失敗し王座から陥落した。
1992年2月18日、ニューヨークのパラマウント・シアターで26戦全勝の戦全勝のWBCアメリカ大陸フェザー級王者で後のWBC世界フェザー級王者ケビン・ケリーと対戦し12回0-3の判定負けで王座獲得に失敗した。
1993年2月21日、元IBF世界フェザー級王者カルビン・グローブと対戦し10回0-3の判定負け。
1993年6月7日、ラスベガスのトーマス&マック・センターで後の世界6階級制覇王者オスカー・デ・ラ・ホーヤと対戦し初回終了時棄権で世界ランカー外になった。
1994年10月27日、ワシントンD.C.でNABF北米スーパーフェザー級王者で24戦全勝のエディー・ホンプソンと対戦し12回0-3の判定負けで王座獲得に失敗した。
1996年10月18日、デンマークでIBO世界スーパーフェザー級王者ジミー・ブレダルと対戦し8回TKO勝ちで王座獲得に成功した。
1997年10月4日、ニュージャージー州アトランティックシティのシーザーズ・ホテル・アンド・カジノでNABF北米スーパーフェザー級王者で後の世界2階級制覇王者ヘスス・チャベスと対戦し7回TKO負けで王座獲得に失敗した。
1998年7月11日、サンアントニオのアラモドームでIBAインターナショナルライト級王者ガブリエル・ルエラスと対戦し6回1分25秒TKO負けの試合を最後に現役を引退した。

## 獲得タイトル
- NABF北米フェザー級王座
- IBO世界スーパーフェザー級王座
- 第6代IBF世界フェザー級王座（防衛0度）